# 野球の概略
この記事、野球の概略（やきゅうのがいりゃく）では、野球の試合における流れやルールなどをある程度まとめて解説する。野球の試合は、公認野球規則に従って行われる。

## 試合開始までの準備
9人以上の2チームに分かれ、先攻・後攻を決定する。先攻・後攻の決定方法は、ルール体系などにより異なる。両チームはあらかじめ9人の攻撃時の打順と、守備時の守備位置を決定しておく。投手の代わりに打つ指名打者 (DH) ルールを使用する場合には、あわせて指名打者とその打順も決定しておく。

### 先攻・後攻の決め方
- 一般的にプロ野球では、ホームチームが後攻でビジターチーム（アウェイチーム）は先攻とされている。
- アマチュアでは体裁が異なるが、
  - トーナメントである場合には試合開始前にコイントスかじゃんけん、くじ引きを行い、先攻・後攻を決めることが多い。
  - 大学野球のリーグ戦では日程表の「右のチーム」が後攻というケースであったり、先述のコイントス・じゃんけん・くじ引きで最初の試合の先攻・後攻を決め、第2試合以後は交互に入れ替えたりするというルールを設ける場合もある。

## 試合

### 試合開始
試合開始前に、日本のアマチュア野球では、両チームのベンチ入り選手が審判団を挟んで本塁前に一列に並び、挨拶を行うことが習慣となっている。プロ野球では試合開始前にセレモニーを行って選手の紹介を行う場合もある。
守備側が守備位置につき、打者が打席に入って、球審が「プレイ」を宣告することによって、試合が開始する。

### 試合の概要
攻撃側は、試合開始前に決定した打順に従って、投手が投げたボール（投球）をバットで打ち、一塁・二塁・三塁の順に走り、本塁まで到達することで得点を得る。守備側は、攻撃側選手が本塁に到達しないように、選手をアウトにする。アウトになった選手は、その時点でプレイから退く。アウトが3つになると、攻守交替となる。

### 守備位置
守備の際はそれぞれの選手（野手という）はおよそ次の図および解説に示す位置（守備位置という）に立つ。ただし、守備位置は試合の状況により変化することがあり、投手と捕手以外は目安である。
- 投手（ピッチャー） - 主に投手板の上で守る。
- 捕手（キャッチャー） - 主に本塁の少し後ろで守る。
- 一塁手（ファースト） - 主に一塁およびその付近を守る。
- 二塁手（セカンド） - 主に一塁と二塁の間を守る。
- 遊撃手（ショート） - 主に二塁と三塁の間を守る。
- 三塁手（サード） - 主に三塁およびその付近を守る。
- 左翼手（レフト） - 主に打者から見て左側の外野を守る。
- 中堅手（センター） - 主に打者から見て中央の外野を守る。
- 右翼手（ライト） - 主に打者から見て右側の外野を守る。

左翼手・中堅手・右翼手をまとめて「外野手」、一塁手・二塁手・遊撃手・三塁手をまとめて「内野手」と呼ぶことがある。
投球前は、投手と捕手の守備位置は上記に示した位置でなければならないが、それ以外の野手はフェア地域内であれば、打者の邪魔をしない限りはどこにいてもよい（プロ野球においても、特定の打者に対して外野手を4人とした例などがある）。投球後は、投手と捕手も含め全ての野手が、フェア地域内・ファウル地域内を問わず自由に移動することができる。

### 投手対打者
まず、投手がマウンドから本塁後方にいる捕手に向かってボールを投げる（投球）。打者はバットを使って、バッタースボックスの中から投球を打つ（打撃）。ただし、実際に投球を打つかどうかは、打者の判断に任される。打者が投球を打った場合には、打者は走者となり、次節に示すルールに基づく。
打者が打たなかった（打てなかった）場合は、球審によりストライクまたはボールが宣告される。
- 次の条件にあたる場合には、ストライクが宣告される。いずれにも当てはまらない場合はボールが宣告される。
  - 打者がバットを振ったが、ボールがバットに当たらなかった場合（空振りという）。
  - 投手の投げたボールが本塁の上で、かつ、打者のひざより上、胸よりも下の高さ（ストライクゾーン）を通過した場合。打者が振らずにストライクになった場合を「見送り」または「見逃し」という。
  - 打者のバットにボールが当たって鋭く捕手のほうに飛び、それを捕手が手またはミットで直接捕球するか、最初に捕手の手またはミットに触れたあと捕手がそれを地面に落とさずに確保した場合（ファウルチップ）。先に地面に落ちた場合や、捕手が正規の捕球をできなかった場合は、ファウルボールとなる。

打者が一度の打席でストライクを3度宣告されたものを三振という。ただし、三振した際に一塁に走者がいないとき、または一塁に走者がいても二死のとき、捕手が投球を正規に捕球できなかった場合（投球が地面に触れていた場合を含む）、打者は直ちにアウトとはならず、走者として一塁に向けて走ることができる（振り逃げ）。この場合、守備側は打者に触球するか、打者が一塁に達する前に一塁に触球することでその打者をアウトにすることができる。
打者が一度の打席でボールを4度宣告されたものを四球（フォアボール）といい、打者には1つの安全進塁権が与えられる。
打者が投球に触れた場合を死球（デッドボール）といい、打者には1つの安全進塁権が与えられる。ただし、投球がストライクだった場合や、打者が空振りした場合はストライクである。また、打者が避けられるのに避けなかった、あるいはわざと投球に触れたと球審が判断した場合は死球とはならずにボールが1つカウントされる（ただし、既にボールを3度宣告されていた場合に限り、そのような場合でも死球となる）。
打者がアウトになるか、走者として一塁に達したら、次の打者の打順となる。

### 打者が打った場合のルール
打者が打ったボール（打球という）が、フェアゾーン内のフェンスの向こう側など、それ以上野手が球を追っていけない所に出た場合
打球が地面に落ちることなくフェンスの向こう側に出た場合は本塁打（ホームラン）となり、打者と塁上の全ての走者に本塁までの安全進塁権が与えられる。打球がフェアゾーンでバウンドした後にフェンスの向こう側（ファウルゾーンかフェアゾーンかを問わない）に出た場合は、打者と塁上の全ての走者に2つの安全進塁権が与えられる。
打球がグラウンドに落ちる前に野手が捕球した場合
捕球した位置がフェア地域かファウル地域かを問わず、その時点で打者はアウトとなる。このとき高く上がったものをフライ、低く鋭く飛んだものをライナーという。両者の厳密な区別はなく、フライかライナーか判断しづらい打球も存在する。そのような打球を「ハーフライナー」と呼ぶこともある。いずれにせよルール上の区別はない。
上記以外の場合
打球の飛んだ方向などにより、審判員によって打球がファウルボールかフェアボールの判定がなされ、その判定により下記のようになる（ファウルボールおよびフェアボールの詳しいルールは、上記のリンク先を参照されたい）。
1. 打球がファウルボールになった場合
  - そのファウルボールを打った球が投球された時点でいた塁まで走者を戻し、投球をやり直す。このとき打者にストライクが1つ追加される（ただし、既に2つストライクが宣告されており、かつ打者がバントをしたのでない場合はストライクと数えない）。

2. 打球がフェアボールになった場合
  - 打者は走者として一塁へ進まなければならない。打者が一塁に達するまで、または打者が打ったことによって行われる全てのプレイが完了するまでは、この打者は打者走者と呼ばれて区別されることがある。途中で打球が障害物（投手板、塁、フェンスなどの地面にあるものや審判）に当たった場合は、その真下の地点でグラウンドに落ちたものとみなされる。
  - 守備側は、打球を捕ってボールを投げたり（送球）、その送球を受けたり、あるいはボールを持って走ったりして、ボールを一塁へ送る。
  - 野手が、ボールを持って一塁を踏むなど、ボールを持った状態で打者より先に一塁に触れると、打者はアウトになる。また、このほかにも次の走者の節で説明するアウトの状態になれば、打者はプレイから退く。アウトになることなく一塁に到達すれば、打者は走者となって一塁の上で安全に待機することができる。また、アウトになる危険を冒して更に二塁、三塁、本塁への進塁を試みることもできる。

打者走者が、野手の失策（エラー）や野手選択（フィールダース チョイス）によらずに一塁に達した場合を、安打という。

### 走者
打者が四球・死球や安打などで一塁に達した場合を出塁といい、出塁すれば打者は走者となる。走者は二塁・三塁・本塁の順に進み、走者ひとりがアウトにならずに本塁まで進塁するごとに、攻撃側に1点が与えられる。
走者は常に進塁を試みることができるが、走者が塁に触れていないときに野手が持ったボール（もしくはボールを持った手またはグラブ）で触れられる（触球）とアウトになる。野手からの触球を避けるために、目指す塁と避ける直前の自分の位置とを結ぶ線から 3 フィート（約91cm）以上離れた場合もアウトになる（スリーフットラインを参照）。また、走者同士の前後関係が入れ替わってはならず、これに反した場合は常に後ろに位置すべき走者がアウトとなる。
一塁に走者がいる場合に打者がボールを打ち一塁に走ってきた時には、一塁走者は二塁への進塁を試みなければならない。このとき二塁にも走者がいれば二塁走者も三塁へ、さらに三塁にも走者がいれば三塁走者も本塁へ、それぞれ進塁を試みなければならない。このように、打者が一塁に進むことによって塁上の走者が必ず進塁を試みなければならない状態をフォースの状態という。走者がフォースの状態にあるときは、野手がボールを持って、その走者が進塁しなければならない次の塁に触れた場合にもその走者はアウトになる。フォースの状態にある走者が、その走者自身またはその走者が進むべき次の塁に触球されてアウトになったものを、特にフォースアウトという。
走者がフォースの状態にあるときに、打者が四球や死球などで安全に1つ以上進塁する権利を得た場合、フォースの状態にある走者は打者にその塁を明け渡すため、次の塁に進まなければならなくなる。例えば満塁のときに打者が四球や死球で一塁に進むことになった場合、一塁走者は二塁へ、二塁走者は三塁へ、三塁走者は本塁に進塁しなければならないから、結果として攻撃側チームに1点が与えられる（いわゆる「押し出し」）。
インフライトの打球（地面やフェンスに触れていないフライやライナーの打球）を捕球されて打者がアウトとなった場合、走者は投球当時にいた塁に触れ直さなければならない（リタッチの義務）。リタッチを行う前にボールを持った野手がその塁に触れた場合、走者はアウトとなる。走者はリタッチができたら、再びアウトになる危険を冒して進塁を試みることができる（タッグアップという）。

### 得点
自チームの攻撃中、アウトが3つになる前に走者が本塁に達すると、得点が1点記録される。
ただし、例外として第3アウトが以下の場合には得点が記録されない。
- フォースアウト、または打者走者が一塁に達する前にアウトになった場合（先に走者が本塁に触れていても、同じプレイ中にアウトが成立すれば得点は記録されない）。
- 自分よりも前にいた走者が、塁に正しく触れていなかった（空過した）こと、あるいはインフライトの打球が直接捕球された際にリタッチの義務を果たしていなかったことを守備側にアピールされてアウトになった場合（アウトになった走者よりも後ろにいた走者は、正しく走塁を行って本塁に触れていても得点が記録されない）。

ただし、二死満塁で打者に四球が与えられたので三塁走者に本塁が与えられたが、三塁走者が本塁に触れる前に他の走者が何らかの理由でアウトになった場合に限り、三塁走者が第3アウトよりも後に本塁に触れても得点が認められる。

### 攻守交替
アウトが3つになったら攻守を交替する。

### 選手交代
選手の交代等は、一旦審判員にタイムを要請した後に行う。監督は球審に申し出ることで、出場選手の守備位置を任意に変更したり、出場選手を控え選手と交代したりすることができる。なお、球審への交代の通告を忘れた場合でも、正規に試合が再開し、プレイが1つでも行われたら、球審への交代の通告が行われたものとみなされる。控え選手と交代してベンチに下がった選手は、それ以降、その試合に再出場できない。
控え選手の人数は大会規定等でその上限が定められており、試合開始前にベンチに入る選手はすべてメンバー表に記載して登録しておかなければならない。控え選手として登録していない選手を出場させると、没収試合となる。また、控え選手なしで試合を行うこともできるが、出場選手に突発の事故等が起こり試合を退かねばならなくなったなどのときに控え選手がいない場合は、それ以降の試合続行ができなくなり、没収試合となる。
交代して新しく試合に参加した選手のことを、打者においては代打（ピンチヒッター）、走者においては代走（ピンチランナー）、投手においては救援投手（リリーフピッチャー）という。
プロ野球やセミプロ野球などでは投手には役割分担が為されていることが多い。この理由には投手の体力の点が大きいが、投手の投げる球に打者の目が慣れる事で打たれやすくなることから、細かく投手を交代することで打たれにくくするという理由もある。それぞれの役割ごとに先発投手（スターター）、中継ぎ投手（セットアッパー）、抑え投手（ストッパー、クローザー）と呼ばれる（「投手」の部分を省く場合もある）。
- 一般に、先発投手は最初から 6、7 回程までを投げ、その後に中継ぎが 1、2 回を投げ、最後の 1 回を抑えが投げる。この数字は固定したものではなく、先発投手が最後まで投げ切る（完投という）こともあるし、中継ぎ投手を使わないこともある。また、先発がアクシデントや大量失点、オープナー戦術などにより早期降板した際には、中継ぎとして登板する投手が3回以上を投げることもある。（こうした起用法をロングリリーフと呼ぶ）

### 試合終了

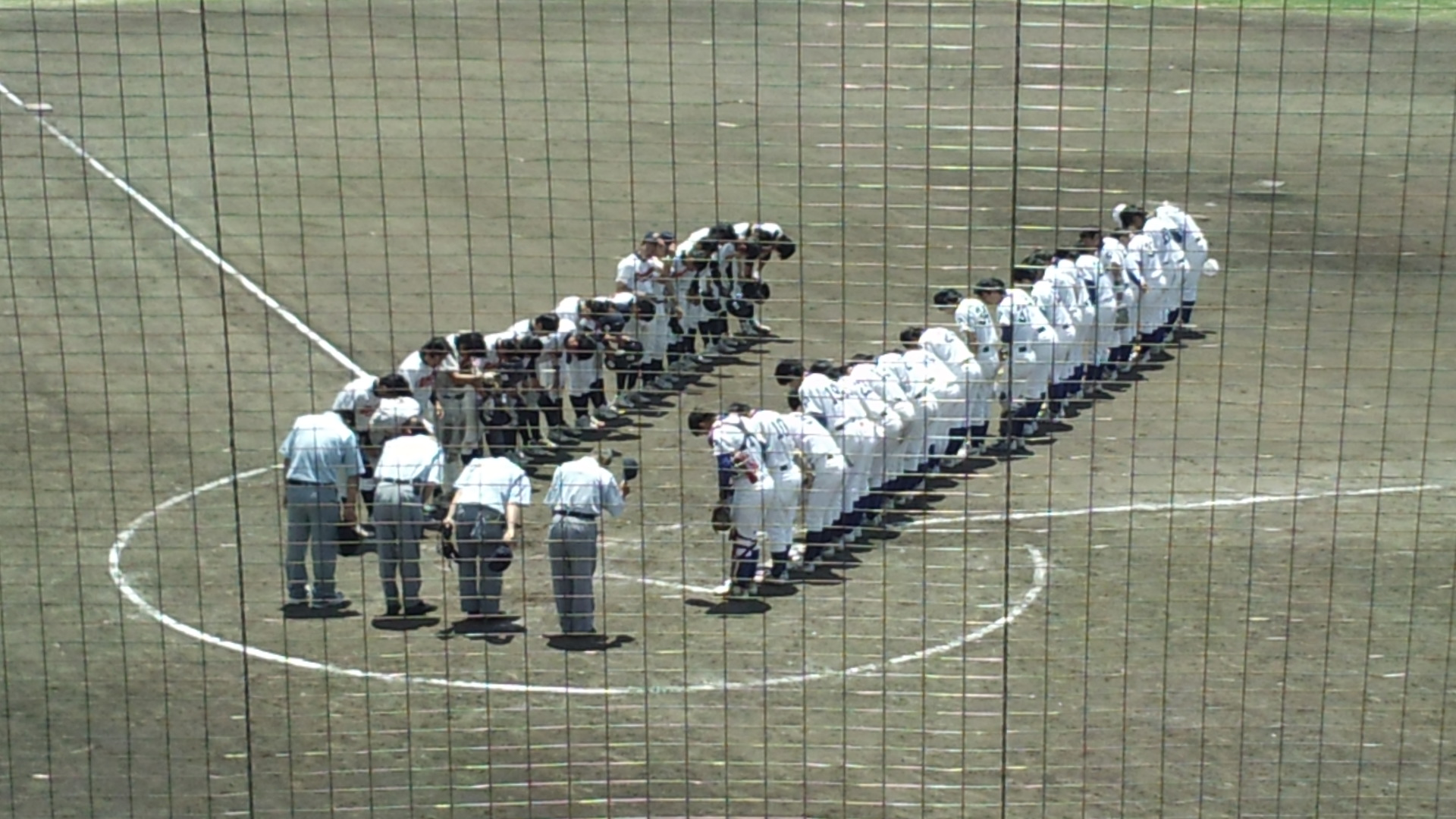
両軍の選手による試合後のあいさつ

野球の試合はいくつかのイニング（回）に分かれており、イニングのうち先攻チームの攻撃時間を表、後攻チームの攻撃時間を裏と呼ぶ。規定回数までに得点の多いほうのチームが勝者となる。一般に規定回数は9回であるが、ルール体系により異なる。勝敗が決したとき、球審は「ゲーム」を宣告し、試合が終了する。日本のアマチュア野球では、本塁を挟んで両チームのベンチ入り選手が全員整列し、球審の「ゲーム」の宣告を合図に、挨拶を行うことが習慣となっている。
最終回の先攻チームの攻撃が終了した時点で後攻チームの得点が先攻チームを上回っている場合は、最終回の裏を行う必要がなくなるので、その時点で試合が終了する。したがって最終回の裏の攻撃は、最終回の表が終了した時点で、後攻チームの得点が先攻チームの得点よりも少ない場合もしくは同点の場合に行われる。
また、最終回または延長回の裏の攻撃中に後攻チームの得点が先攻チームの得点を上回ると、それ以上の攻撃を行う必要がなくなるので、その時点で直ちに試合終了となる。これをサヨナラゲームという。
- 先攻チームの立場で言えば「サヨナラ負け」、後攻チームの立場では「サヨナラ勝ち」という。また試合を決することになった得点が安打による場合は、その安打を「サヨナラヒット」というなど、しばしば「サヨナラ」という言葉が冠される。

最終回の裏が終了した時点で先攻側・後攻側の得点が等しい場合は引き分け（タイゲーム）であるが、決着をつけるため延長戦を行う場合もある。延長戦を行う場合も、決着が付くまで続ける場合、規定回数または制限時間を設けてそれでも同点の場合は引き分けあるいは再試合とする場合など、様々である。
降雨・天災・日没などで試合続行が困難になった場合や既定の得点差がついた場合には、最終回まで達していなくても試合を打ち切る（コールドゲーム）ことがある。また、試合を一時停止（サスペンデッドゲーム）にすることもある。
引き分けとする場合や延長戦の仕方、試合の打ち切りや一時停止、打ち切った場合の扱い（試合の勝敗や記録の有効・無効など）、再試合の取り決めなどについては、各リーグや大会等の規定に基づく。
なお、試合中に選手が怪我などで出場できなくなり、チームから9人の選手を出場させることが不可能となった場合は、没収試合として棄権負けとなる。

## 戦術

### 先攻・後攻の有利・不利
野球において、先攻・後攻のどちらが有利かは意見の分かれるところである。後攻有利とする意見がやや多いが、アマチュア中心に、先制点を取りやすい先攻が有利とする意見も根強い。